# Ten Years of Harmony
Ten Years of Harmony es un álbum doble de compilación editado por el grupo estadounidense The Beach Boys en 1981, por el dúo discográfico compuesto por Brother (compañía de la banda) y Caribou, con el catálogo 2XZ 37445. El material del álbum son canciones no editadas oficialmente o material raro editado a través de Brother Records, del período 1970 a 1980. No fue tan exitoso como sus antecesores.

## Historia
Lejos de estar lúcido, Brian Wilson de vez en cuando aparecería durante las grabaciones de estudio de The Beach Boys, principalmente era como una especie de suplente para su hermano Carl, quien simultáneamente estaba emprendiendo su carrera solista. Dennis Wilson resaltaría en algunos conciertos, pero por lo general era quebrantador y hacía payasadas en el escenario, además sufría de problemas con el alcohol como también adición a las drogas como la cocaína. Mike Love, Al Jardine, y Bruce Johnston era los únicos miembros estables de The Beach Boys, que ahora tenía un grupo entero de músicos, para cuando ellos actuaban en vivo. Pero la publicación de Ten Years of Harmony mantuvo el pretexto que va y, de improviso, el M.I.U. Album con el sencillo de dicho álbum, "Come Go with Me", fue bastante exitoso, al menos comparado a los sencillos anteriores, llegó al puesto n.º 18. Después de la serie de álbumes dobles compilatorios, como 20 Golden Greats, Spirit of America y Endless Summer, los cuales se vendieron bastante bien, se decidió publicar un nuevo álbum con material inédito, ya que Capitol había agotado las canciones más conocidas, por lo que Brother tuvo que buscar material nunca antes editado.

### Características
A través de canciones extraídas de la década de 1970, como de la época del álbum Sunflower, hasta canciones de Keepin' the Summer Alive, los recopiladores también incluyeron algunas singularidades, rarezas, interpretaciones en vivo, y hasta material no publicado. 
Primero, un puñado de las canciones, "Rock & Roll Music" y "California Saga: California" son presentadas en sus respectivas versiones de sencillo. Además Ten Years of Harmony incluye el sencillo "It's a Beautiful Day" de 1979 que no alcanzó ningún puesto en el Billboard. Este álbum también tiene una canción escrita por Dennis Wilson, "San Miguel" (tema grabado durante las sesiones de Sunflower de 1970), una grabación de "Sea Cruise", que era una canción rechazada de las sesiones del álbum 15 Big Ones, y también "River Song" de Pacific Ocean Blue, álbum debut de Dennis Wilson.
La portada del álbum es el logo de la discográfica Brother Records.

## Lista de canciones
Todas las canciones escritas y compuestas por Brian Wilson y Mike Love, excepto donde se indique lo contrario. 
| Disco 1 |                                                                                           | |          |  |
| N.º     | Título                                                                                    | Notas | Duración |  |
| 1.      | «Add Some Music to Your Day» (Brian Wilson, Mike Love y Joe Knott)                        | Canción del álbum de estudio Sunflower.                                                                                                  | 3:34     |  |
| 2.      | «Roller Skating Child» (Brian Wilson)                                                     | Canción del álbum de estudio Love You.                                                                                                   | 2:16     |  |
| 3.      | «Disney Girls (1957)» (Bruce Johnston)                                                    | Canción del álbum de estudio Surf's Up.                                                                                                  | 4:06     |  |
| 4.      | «It's a Beautiful Day» (Mike Love y Al Jardine)                                           | Una versión más extensa estaba como banda sonora la película Americathon.                                                                | 3:15     |  |
| 5.      | «California Saga: California» (Al Jardine)                                                | La edición en vinilo tiene la mezcla de sencillo, mientras que la reedición en CD estadounidense tiene la versión de Holland.            | 3:13     |  |
| 6.      | «Wontcha Come Out Tonight»                                                                | Canción del álbum de estudio M.I.U. Album.                                                                                               | 2:29     |  |
| 7.      | «Marcella» (Brian Wilson y Jack Rieley)                                                   | Canción del álbum de estudio Carl and the Passions - "So Tough".                                                                         | 3:52     |  |
| 8.      | «Rock & Roll Music» (Chuck Berry)                                                         | La edición en vinilo tiene la mezcla de sencillo, mientras que la reedición en CD estadounidense tiene la versión del álbum 15 Big Ones. | 2:26     |  |
| 9.      | «Goin' On»                                                                                | Canción del álbum de estudio Keepin' the Summer Alive.                                                                                   | 3:01     |  |
| 10.     | «It's OK»                                                                                 | Canción del álbum de estudio 15 Big Ones.                                                                                                | 2:08     |  |
| 11.     | «Cool, Cool Water»                                                                        | Versión editada a la original de Sunflower.                                                                                              | 3:24     |  |
| 12.     | «San Miguel» (Dennis Wilson y Gregg Jakobson)                                             | Esta canción fue grabada en 1969 durante sesiones del álbum Sunflower, nunca antes publicada.                                            | 2:25     |  |
| 13.     | «School Day (Ring! Ring! Goes the Bell)» (Chuck Berry)                                    | Mezcla Inédita de las sesiones de Keepin' the Summer Alive de 1980.                                                                      | 2:46     |  |
| 14.     | «Good Timin'» (Brian Wilson y Carl Wilson)                                                | Canción del álbum de estudio L.A. (Light Album).                                                                                         | 2:10     |  |
| 15.     | «Sail On, Sailor» (Brian Wilson, Ray Kennedy, Jack Rieley, Tandyn Almer y Van Dyke Parks) | Canción del álbum de estudio Holland. | 3:17     |  |

| Disco 2 |                                                            | |          |  |
| N.º     | Título                                                     | Notas | Duración |  |
| 1.      | «Darlin'»                                                  | Versión en vivo de The Beach Boys in Concert.                                                                                          | 2:22     |  |
| 2.      | «Lady Lynda» (Al Jardine y Ron Altbach)                    | Canción del álbum de estudio L.A. (Light Album) de 1979.                                                                               | 3:56     |  |
| 3.      | «Sea Cruise» (H.P. Smith y Frankie Ford)                   | Canción de las sesiones del álbum 15 Big Ones de 1976.                                                                                 | 3:25     |  |
| 4.      | «The Trader» (Carl Wilson y Jack Rieley)                   | Canción del álbum de estudio Holland de 1973.                                                                                          | 5:04     |  |
| 5.      | «This Whole World» (Brian Wilson)                          | Canción del álbum de estudio Sunflower de 1970.                                                                                        | 1:55     |  |
| 6.      | «Don't Go Near the Water» (Al Jardine y Mike Love)         | Canción del álbum de estudio Surf's Up de 1971.                                                                                        | 2:38     |  |
| 7.      | «Surf's Up» (Brian Wilson y Van Dyke Parks)                | Canción del álbum de estudio Surf's Up de 1971.                                                                                        | 4:10     |  |
| 8.      | «Come Go with Me» (C.E. Quick)                             | El álbum original contiene la mezcla de sencillo de M.I.U. Album, la reedición en CD tiene una versión de las sesiones de 15 Big Ones. | 2:06     |  |
| 9.      | «Deirdre» (Bruce Johnston y Brian Wilson)                  | Canción del álbum de estudio Sunflower de 1970.                                                                                        | 3:26     |  |
| 10.     | «She's Got Rhythm» (Brian Wilson, Mike Love y Ron Altbach) | Perteneciente a M.I.U. Album. | 2:26     |  |
| 11.     | «River Song» (Dennis Wilson y Carl Wilson)                 | Canción del álbum de estudio de Pacific Ocean Blue de Dennis Wilson.                                                                   | 3:44     |  |
| 12.     | «Long Promised Road» (Carl Wilson y Jack Rieley)           | Canción del álbum de estudio Surf's Up                                                                                                 | 3:29     |  |
| 13.     | «Feel Flows» (Carl Wilson y Jack Rieley)                   | Canción del álbum de estudio Surf's Up                                                                                                 | 4:44     |  |
| 14.     | «'Til I Die» (Brian Wilson)                                | Canción del álbum de estudio Surf's Up                                                                                                 | 2:39     |  |